# Mario Zenari

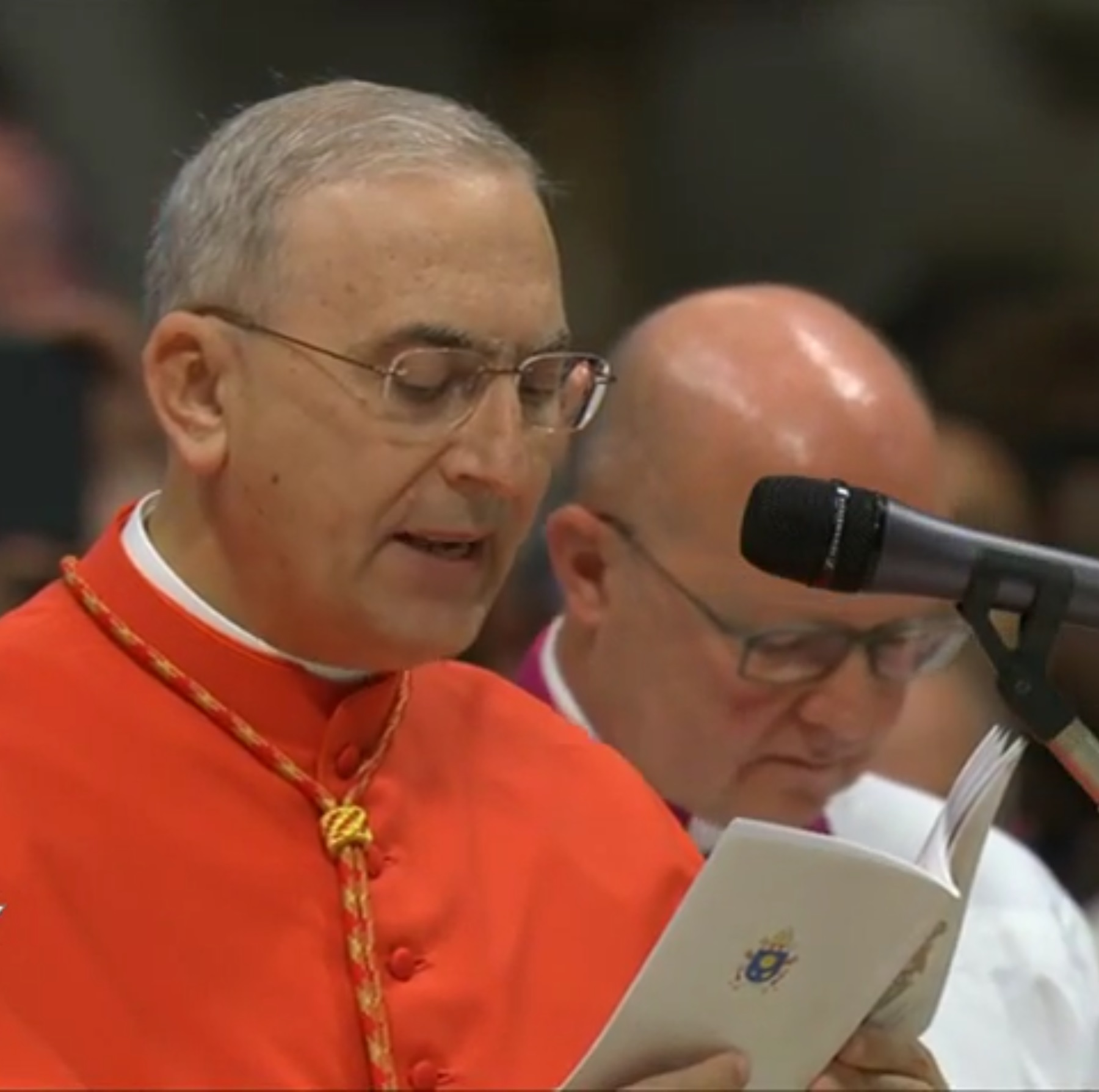
Mario Kardinal Zenari (2016)

Kardinalswappen

Mario Kardinal Zenari (* 5. Januar 1946 in Villafranca di Verona, Provinz Verona, Italien) ist ein italienischer Geistlicher, römisch-katholischer Erzbischof und Diplomat des Heiligen Stuhls.

## Leben
Mario Zenari empfing am 5. Juli 1970 durch den Bischof von Verona, Giuseppe Carraro, das Sakrament der Priesterweihe für das Bistum Verona. Papst Johannes Paul II. ernannte ihn am 15. Juni 1994 zum Ständigen Beobachter des Heiligen Stuhls bei dem Büro der Vereinten Nationen in Wien und Organisation der Vereinten Nationen für industrielle Entwicklung und Ständigen Vertreter bei der Internationalen Atomenergie-Organisation und der Organisation für Sicherheit und Zusammenarbeit in Europa in Wien.
Am 12. Juli 1999 ernannte ihn Papst Johannes Paul II. zum Titularerzbischof von Iulium Carnicum und bestellte ihn zum Apostolischen Nuntius in der Elfenbeinküste und im Niger sowie am 24. Juli 1999 zum Apostolischen Nuntius in Burkina Faso. Die Bischofsweihe spendete ihm am 25. September desselben Jahres Kardinalstaatssekretär Angelo Sodano; Mitkonsekratoren waren der Sekretär der Kongregation für die Evangelisierung der Völker, Kurienerzbischof Marcello Zago OMI, und der Bischof von Verona, Flavio Roberto Carraro OFMCap. Am 10. Mai 2004 wurde Mario Zenari Apostolischer Nuntius in Sri Lanka. Papst Benedikt XVI. bestellte ihn am 30. Dezember 2008 zum Apostolischen Nuntius in Syrien.
Im Konsistorium vom 19. November 2016 nahm ihn Papst Franziskus als Kardinaldiakon mit der Titeldiakonie Santa Maria delle Grazie alle Fornaci fuori Porta Cavalleggeri in das Kardinalskollegium auf. Die Besitzergreifung seiner Titeldiakonie fand am 25. März 2017 statt.
Am 23. Dezember 2017 ernannte ihn der Papst zum Mitglied der Kongregation für die orientalischen Kirchen.
Bei der Amtseinführung Papst Leos XIV. am 18. Mai 2025 legte Zenari diesem in Vertretung des Kardinalprotodiakons Dominique Mamberti das Pallium um.